# Нульви
Нульви (итал. Nulvi) — коммуна в Италии, располагается в регионе Сардиния, подчиняется административному центру Сассари.
Население составляет 3007 человек, плотность населения составляет 44,36 чел./км². Занимает площадь 67,78 км². Почтовый индекс — 7032. Телефонный код — 079.
В коммуне 15 августа особо празднуется Успение Пресвятой Богородицы.
Расстояние по дороге между Нульви и Сассари — 33 километра, время пути на автомобиле — приблизительно 40 мин.
Ближайший аэропорт Альгеро. Расстояние по дороге от Нульви до Альгеро — 70 километров, время пути на автомобиле — приблизительно 1 час 20 минут.